# Алі Алатас
Алі Алатас (4 листопада 1932, Батавія, Голландська Ост-Індія — 11 грудня 2008, Сінгапур) — індонезійський політичний діяч, міністр закордонних справ Індонезії (1988—1999).

## Життєпис
Народився у 1932 році у арабській родині — вихідців з Хадрамауту.
У 1954 році закінчив Академію дипломатичної служби Індонезії. Працював в національному телеграфному агентстві, в департаменті друку МЗС Індонезії. У 1956 році закінчив юридичний факультет Університету Індонезії. Працював в індонезійських посольствах в Бангкоку і Вашингтоні.
З 1972 по 1975 рр. — керівник секретаріату міністра закордонних справ, потім — секретаріату віце-президента Індонезії Адама Маліка.
З 1975 по 1978 рр. — постійний представник Індонезії при міжнародних організаціях у Женеві, з 1982 по 1988 рр. — постійний представник Індонезії при ООН в Нью-Йорку.
В березня 1988 року призначений міністром закордонних справ Індонезії . При активній участі Алатаса був підготовлений Статут АСЕАН.
Алі Алатас відіграв велику роль в роботі Міжнародної конференції з Камбоджі в Парижі, що відбулася у 1991 році, на якій була досягнута домовленість про припинення військових дій між урядом Камбоджі і «червоними кхмерами»".
У 1991 році в місті Санта-Круз на Східному Тиморі, який в той час входив до складу Індонезії, відбулися масові антиіндонезійські демонстрації, придушені урядовими силами. Пізніше західна громадська думка не раз звинувачувала Алі Алатас, який був прихильником збереження Східного Тимору в складі Індонезії, в порушенні права жителів Східного Тимору на самовизначення і в масових репресіях проти прихильників незалежності.
30 березня 1995 року Алатасу було присвоєно титул почесного офіцера Ордена Австралії за заслуги в зміцненні індонезійської-австралійських відносин.
У 1996 році Алатас був посередником на переговорах між урядом Філіппін і повстанцями.
З 2003 року — спеціальний представник ООН по ситуації в М'янмі. Потім деякий час займав пост голови Президентського консультативної ради в адміністрації президента Сусіло Бамбанг Юдойоно.
11 грудня 2008 року о 7 годині 30 хвилин Алі Алатас помер від серцевого нападу в сингапурській лікарні.